# Ball de Cercolets de Vilafranca
El Ball de Cercolets de Vilafranca és un dels balls que forma part del seguici de la Festa Major de Vilafranca del Penedès. Les primeres referències d'un Ball de Cercolets a la vila és de 1716 quan el ball va sortir amb motiu de les celebracions de la Mare de Déu del Roser. Cent anys més tard, el 1816, s'ha documentat la participació del ball en les processons de sant Fèlix, el patró de la vila.

## Història

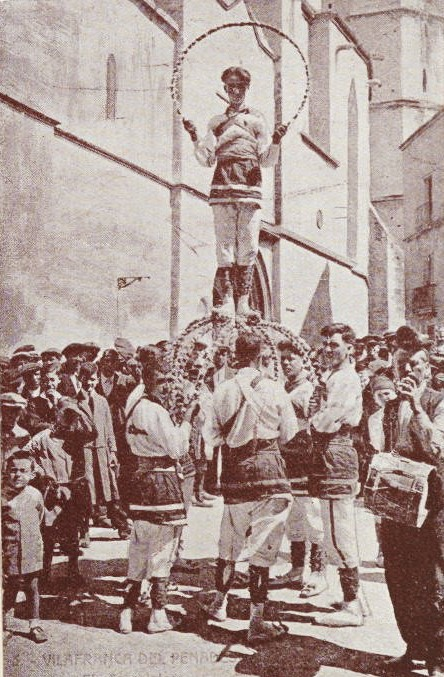
Ball de Cercolets a Vilafranca del Penedès a principis del

Sembla que es tractaria d'un ball gairebé exclusiu de les regions vinícoles, que té el seu origen en les festes i cerimònies de les veremes. En aquestes celebracions, era habitual simular la construcció d'una bóta, que els dansaires representaven entreteixint cèrcols adornats amb flors i pàmpols. La primera referència del Ball de Cercolets a Vilafranca és del 1716 quan va participar en les festes en honor a la Mare de Déu del Roser i cent anys més tard, el 1816, se n'ha documentat la sortida del ball per la Festa Major de la vila en honor a Sant Fèlix. El 1828 consta que els Cercolets van guanyar una competició de balls. També ha quedat constància que el 1871 el ball estava format per 12 homes, amb Josep Bas com a capità o cap de colla. El grup tenia entre 8 i 10 balladors habituals, i s'hi distingia la figura del Cridanet i esporàdicament un Àngel.

## Música i ball
El Ball de Cercolets ha estat acompanyat tradicionalment per una formació de mitja cobla formada per una manxa borrega (denominació penedesenca de la cornamusa) i un flabiol i tamborí. Tanmateix, actualment el ball està acompanyat per una colla de grallers que fan sonar les melodies de l'Estrella, el Quadre, la Campana, la Passada i l'Exercici. Sembla que amb la desaparició del Ball de Pastorel·li es van incorporar al Ball de Cercolets algunes coreografies i melodies.

## Indumentària
Tradicionalment, els balladors del Ball de Cercolets (antigament només homes) anaven vestits amb uns pantalons blancs amb vió vermell, uns camalls vermells amb cascavells, unes espardenyes de vetes, blanques unes i vermelles les altres, un faldellí blanc amb dos galons vermells, una camisa blanca amb un mocador passat per l'espatlla amb les puntes agafades a la faixa, blava per uns i vermella pels altres, i un mocador de pita al cap. Es tracta d'una indumentària compartida amb altres balls del seguici dels quals es diferenciava pel cèrcol de fusta encotonada que era la base de les coreografies del ball.
La incorporació de dones al ball en va modificar la indumentària que va ser reinterpretada el 2022 per Blanca Ferré. La sastressa fa afegir-hi elements nous com un mantó per les noies que porten en determinats moments, unes bandes en color marró per als nois que els creua la camisa. També s'han embellit alguns detalls amb brodats com ara els cossets de les noies. A més a més, s'han recollit molt més les faldilles femenines, un fet que segons la dissenyadora genera una sensació d'estar arremangades que aporta un toc festiu.